# Condition de Chapman-Jouguet
La condition de Chapman-Jouguet décrit approximativement les ondes de détonation dans les explosifs brisants. Elle établit que la détonation se propage à une vitesse telle que les gaz réagissants atteignent juste la vitesse du son (sur le front de l'onde de choc) lorsque la réaction cesse.
Chapman et Jouguet ont établi à l'origine (vers 1890) cette condition pour une détonation infiniment mince. Une interprétation physique de cette condition est généralement basée sur la modélisation plus tardive (vers 1943) de Zeldovich, von Neumann et Döring (voir le modèle de détonation de Zeldovich-von Neumann-Döring).
De manière plus détaillée (dans le modèle ZND) dans le cadre de l'onde de choc de la détonation, les gaz atteignent une vitesse supersonique et sont comprimés par le choc à une haute densité, et l'écoulement devient subsonique. Ce changement soudain de la pression déclenche la réaction chimique (ou parfois, comme dans les explosions de vapeur, la réaction est physique) et libère de l'énergie. La libération d'énergie re-accélère à nouveau le flux à la vitesse du son locale. On peut montrer assez simplement, à partir des équations des gaz à une dimension, pour les flux constants, que la réaction doit cesser dans le plan sonique ("plan CJ"), où il y aurait de grandes discontinuités de gradients de pression sur ce plan.
Le plan sonique constitue un "point de passage obligé" qui permet à l'onde de choc et à la zone de réaction, de se déplacer à une vitesse constante, sans être perturbées par l'expansion des gaz dans la région de basses pressions au-delà du plan de Chapman-Jouguet.
Ce modèle unidimensionnel, simple, permet d'expliquer les détonations. Toutefois, les observations de la structure des détonations chimiques réelles montrent une structure tridimensionnelle complexe, avec des parties de l'onde progressant plus rapidement que la moyenne, et d'autres plus lentes.

### Modèle de Chapman-Jouguet: publications originales de recherche
Jacques Charles Émile Jouguet (1871–1943) : 
- Jouguet, Jacques Charles Émile, "Sur la propagation des réactions chimiques dans les gaz" [On the propagation of chemical reactions in gases], Journal des Mathématiques Pures et Appliquées, Series 6, Vol. 1, pp. 347–425 (1905), continued in Vol. 2, pp. 5–85 (1906).

- Biographie de Jacques Charles Emile Jouguet.

David Leonard Chapman (1869–1958) :
- Chapman, David Leonard, "On the rate of explosion in gases," Philosophical Magazine, Vol. 47, pp. 90–104 (1899).

- Biographie de David Leonard Chapman: Bowen, E. J., "David Leonard Chapman. 1869–1958," Biographical Memoirs of Fellows of the Royal Society, Vol. 4, pp. 34-44 (Nov., 1958)

### Modèle ZND: publications originales de recherche
Yakov Borissovich Zeldovich (1914 - 1987) :
- (1) Ginzburg, V. L., "Yakov Borissovich Zel'dovich 8 March 1914 – 2 December 1987," Biographical Memoirs of Fellows of the Royal Society, Vol. 40, pp. 430–441 (November 1994).

- Zel'dovich, Yakov Borissovich, "On the theory of the propagation of detonation in gaseous systems," Zhurnal Eksperimental'noi i Teoreticheskoi Fiziki [Journal of Experimental and Theoretical Physics, JETP], Vol. 10, pp. 542–568 (1940).  Translated into English in National Advisory Committee for Aeronautics Technical Memorandum No. 1261 (1950).

John von Neumann (1903–1957) :
Neumann, John von, "Theory of detonation waves," 
- (1a) Office of Scientific Research and Development, Report No. 549, Ballistic Research Laboratory File No. X-122.  Aberdeen Proving Ground, Maryland, 1942.

- (2a) Progress Report to the National Defense Research Committee, Division B, OSRD-549 (April 1, 1942.  PB 31090) 34 pages. (4 May 1942).

- (3a) John von Neumann, Collected Works, edited by A. J. Taub, Vol. 6 [N.Y., N.Y.:  Macmillan, 1942].

- (4a) John von Neumann, Collected Works, edited by A. J. Taub, Vol. 6 [Elmsford, N.Y.:  Permagon Press, 1963], pp. 178–218.

Werner Döring (1911–2006) :
- Döring, Werner, "Über Detonationsvorgang in Gasen [On the detonation process in gases]," Annalen der Physik [Annals of Physics], Vol. 43, pp. 421–436 (1943).

- (en) Cet article est partiellement ou en totalité issu de l’article de Wikipédia en anglais intitulé « Chapman–Jouguet condition » (voir la liste des auteurs).